# Clinocera stigma
Clinocera stigma är en tvåvingeart som beskrevs av Sinclair 2008. Clinocera stigma ingår i släktet Clinocera och familjen dansflugor. Inga underarter finns listade i Catalogue of Life.